# Максимовка (Первомайский район, Крым)
Макси́мовка (до 1948 года Дюрме́н; укр. Максимівка, крымскотат. Dürmen, Дюрмен) — исчезнувшее село в Первомайском районе Республики Крым. Располагалось на севере района, в степной части Крыма, с восточной стороны автотрассы 35К-001 Красноперекопск — Симферополь (по украинской классификации — Н-05), напротив села Матвеевка.

### Динамика численности населения
- 1892 год — 13 чел.[5]
- 1900 год — 9 чел.[6]
- 1915 год — 14/7 чел.[7][8]
- 1926 год — 78 чел.[9]

## История
Первое документальное упоминание села встречается в Камеральном Описании Крыма… 1784 года, судя по которому, в последний период Крымского ханства Дурмен входил в Четырлык кадылык Перекопского каймаканства.
После присоединения Крыма к России 8 февраля 1784 года, деревня, видимо, вследствие эмиграции крымских татар в Турцию, опустела и на её месте была основана почтовая станция на старинном тракте из Перекопа в Симферополь. Упоминается деревня Дюрмен в ордере князя Потёмкина от 14 марта 1787 года об организации путешествия Екатерины II в Тавриду, где обозначена местом ночлега императрицы и свиты и, под 1793 годом, в труде Петра Палласа «Наблюдения, сделанные во время путешествия по южным наместничествам Русского государства». На военно-топографической карте 1817 года обозначена Почта дюрмень, на карте 1842 года также обозначена почтовая станция Дюрмень. По свидетельству Франца Мартыновича Домбровского, в 1850 году на станции были «прекрасный почторый дом с удобными комнатами для проезжающих» и «порядочный трактир».
На трехверстовой карте 1865—1876 года обозначены почтовая станция Дюрмень и трактир при ней.
Поселение возрождается в конце XIX века: согласно «…Памятной книжке Таврической губернии на 1892 год», на хуторе барона Гинзбурга при почтовой станции Дюрмень Джурчинской волости, не входившем ни в одно сельское общество, было 13 жителей в 2 домохозяйствах. По «…Памятной книжке Таврической губернии на 1900 год» на хуторе Дюрмень числилось 5 жителей в 2 дворах, а на почтовой станции Дюрмень — 11 жителей в 2 дворах. По Статистическому справочнику Таврической губернии. Ч.II-я. Статистический очерк, выпуск пятый Перекопский уезд, 1915 год, на хуторе Дюрмень (Гинзбурга) Джурчинской волости Перекопского уезда числилось 2 двора с русским населением в количестве 14 человек приписных жителей и 7 «посторонних». На 1917 год в селении действовало почтово-телеграфное отделение.

После установления в Крыму Советской власти, по постановлению Крымревкома от 8 января 1921 года № 206 «Об изменении административных границ» была упразднена волостная система, Перекопский уезд переименовали в Джанкойский, в котором был образован Ишуньский район, в состав которого включили село, а в 1922 году уезды получили название округов. 11 октября 1923 года, согласно постановлению ВЦИК, в административное деление Крымской АССР были внесены изменения, в результате которых округа были отменены, Ишуньский район упразднён и село вошло в состав Джанкойского района. Согласно Списку населённых пунктов Крымской АССР по Всесоюзной переписи 17 декабря 1926 года, на хуторе Дюрмень Воронцовского сельсовета Джанкойского района, числилось 15 дворов, из них 14 крестьянских, население составляло 78 человек, из них 72 украинца, 3 русских, 2 еврея, 1 немец. Постановлением ВЦИК РСФСР от 30 октября 1930 года был создан Фрайдорфский еврейский национальный район (переименованный указом Президиума Верховного Совета РСФСР № 621/6 от 14 декабря 1944 года в Новосёловский) (по другим данным 15 сентября 1931 года) и Дюрмень включили в его состав, а после разукрупнения в 1935-м и образования также еврейского национального Лариндорфского (с 1944 — Первомайский), сёла переподчинили новому району..
С 25 июня 1946 года селение в составе Крымской области РСФСР. Указом Президиума Верховного Совета РСФСР от 18 мая 1948 года, Дюрмен переименовали в Максимовку. 26 апреля 1954 года Крымская область была передана из состава РСФСР в состав УССР. Ликвидировано до 1960 года, поскольку в «Справочнике административно-территориального деления Крымской области на 15 июня 1960 года» селение уже не значилось (согласно справочнику «Крымская область. Административно-территориальное деление на 1 января 1968 года» — в период с 1954 по 1968 годы как село Правдовского сельсовета).